# Paracellaria wandeli
Paracellaria wandeli is een mosdiertjessoort uit de familie van de Cellariidae. De wetenschappelijke naam van de soort is voor het eerst geldig gepubliceerd in 1909 door Calvet.